# Jelkung
Le jelkung est une possible langue afro-asiatique parlée dans le sud du centre du Tchad.
La dix-huitième édition du site Ethnologue (2015) cite le jelkung comme synonyme du saba, dans une autre branche des langues tchadiques orientales.